# Alasch Orda

Flagge der „Kirgisischen Autonomie“ Alasch Orda (1917–1920)

Alasch Orda (kasach. Алаш Орда/Alaş Orda) war die Bezeichnung der „Kirgisischen Autonomie“ innerhalb Russlands, die vom 13. Dezember 1917 bis zum 26. August 1920 bestand. Zur Hauptstadt der Alasch Orda wurde das ostkasachische Alash-qala bestimmt. Der Alasch-Orda-Staat wurde von Großbritannien unterstützt und lehnte die Machtansprüche der späteren KPdSU über das kasachisch-kirgisische Gebiet ebenso ab wie die im November 1917 ausgerufene Kokander Autonomie.

## Namensherkunft
Die Herkunft des Namens „Alasch Orda“ wurde von kasachischen Intellektuellen der 1900er-Jahre wie folgt erklärt: Alasch Khan sei der mystische Stammvater aller zentralasiatischer Steppenvölker und der Ahnherr der kasachischen Nation.
Bevor der Name „Kasachen“ aufgekommen sei, hätten sich diese als Alasch bezeichnet. Das von der Alasch Orda beanspruchte Gebiet wurde ebenfalls als „Alasch“ bezeichnet und dieses erstrecke sich vom Süden Westsibiriens bis weit in die Kaspische Senke. Aus diesem Kontext heraus ist die Bezeichnung Orda (Horde, Lager des Herrschers) auch als „Anhängerschaft“ zu verstehen.
Das heutige Kasachstan ging von ähnlichen Überlegungen aus, als es nach dem Zusammenbruch der Sowjetunion die in Ungnade gefallenen und ermordeten Führer der Alasch Orda rehabilitierte: Der Begriff „Alasch Orda“ ginge auf Orda Khan und dessen Horde zurück, da dieser als mit dem legendenhaften Alasch Khan als identisch angesehen wurde.
Verschiedentlich wird auch vermutet, dass sich der Name Alasch vom türkischen Wort Alaşa „Pferd“ ableite und damit Alasch Orda die Bedeutung von „berittene Horde, Pferde-Horde“ habe, was als Synonym für Horde der Nomaden
angesehen wird. Für diese These spräche, dass sich die kasachische Autonomie für die Rechte der kasachischen und kirgisischen Nomaden einsetzte und dass diese deren traditionelles Nomadentum wiederbeleben wollte.
Innerhalb der Turkvölker gilt diese These als umstritten: Die kasachische Turkologie definiert den Begriff „Алаш“ = „Alasch“ als Verwandte oder Brüder und gelte als Synonym für Kasache. Beide hätten die gleiche Bedeutung und beschrieben Freiheit oder genauer gesagt einen freien Menschen. So verwendete Qadyrgali Jalaiyr den Begriff Alasch in seinen Werken zur Benennung der Kasachen. Dass unter dem kasachischen Begriff Alasch im Grunde ganz Turkestan und das angrenzende tatarische Gebiet begriffen wurde, ist durch Mustafa Tschokajew belegt, der Teilnehmer des ersten gesamtkasachischen Kongresses war: Dieser überlieferte, dass an diesem Kongress auch usbekische und tatarische Teilnehmer anwesend waren und dass diese an der turkestanischen Alasch-Idee interessiert waren.
Laut der türkischen Turkologie hat der Begriff „Alaş“ die Bedeutung von Stamm, Clanmitglied oder Verwandter. Auch ihr zufolge könne der Begriff Alasch als Synonym für Kasache verwendet werden. Ihr zufolge hatte die Alasch-Partei das Ziel, alle Turkvölker Zentralasiens unter ihrer Führung zu vereinen und mit diesen einen unabhängigen Staat zu begründen. Daher lehnte die Partei es ursprünglich ab, die Kasachen als Nation mit eigenem Titel zu führen, sondern entschied sich dafür, den Begriff Alasch einzuführen, um so eine „neue türkische Identität“ unter den zentralasiatischen Nationen zu etablieren. Auch habe der kasachische Chronist und Politiker Jalaiyr den Begriff Alasch verwendet, um die Kasachen zu beschreiben.

## Territorium der Alasch Orda

Gliederung des Alasch-Orda-Staates (1917–1920)

Das kasachische Autonomiegebiet erstreckte sich auf die Provinzen Bökejorda und Orenburg sowie auf die Oblaste Uralsk, Turgaj, Akmolinsk und Semipalatinsk. De jure wurde von dieser zudem die Territorialhoheit über jene Gebiete eingefordert, die einst zum kasachischen Khanat gehört hatten. Überdies auch kasachische Siedlungsgebiete, die zum damaligen Einflussgebiet der mittleren und älteren Horde gehört hatten und die nun im russischen Staatsgebiet lagen: die Region Altai und die Republik Altai. Zudem auch Teile des chinesischen Xinjiangs, wo eine kasachisch-kirgisische Wohnbevölkerung ansässig war, sowie die westlichen Randgebiete der Mongolei.
Ferner dies forderte der Alasch-Orda-Staat auch die Siedlungsgebiete der Karakalpaken ein, welche dieser aufgrund der sehr nahen Sprachverwandtschaft zu den südlichen Kasachen von diesem als „Kasak-Kirgisen“ deklariert wurden.
Der Alasch-Orda-Staat sollte territorial-administrativ nach Vorbild des einstigen Kasachen-Khanats gegliedert werden, wobei die ehemaligen Horden (ältere, mittlere und jüngere Horde) als Vorbild der zu etablierenden Verwaltungseinheiten dienen sollten: Aus dem Gebiet Orenburg mit Bökejorda, Uralsk und Orenburg sollte das „Land der Kleinen Horde“, aus den Gebieten Turgaj und Semipalatinsk das „Land der Mittleren Horde“ sowie aus dem Gebiet Semiretschje mit Werny und Bischkek sowie dem Kokander Autonomiegebiet das „Land der Großen Horde“ gebildet werden. Diesen sollten im Anschluss die kasachisch-kirgisischen Siedlungsgebiete Russlands, Chinas und der Mongolei angegliedert werden. Begründet wurde dies vonseiten der Alasch Orda damit, dass diese Gebiete einst zum Einflussgebiet des kasachischen Khanats und die Gebiete der Turkmenen und Usbeken zum ehemaligen Tributgebiet des Khanats gehört hatten.
Insgesamt umfasste die von den kasachischen Autonomiebehörden eingeforderten Gebiete über drei Millionen km² und damit de facto alle Steppenvölker, die heute unter dem Ethnonym Kasachen und Kirgisen summiert werden.
Die politische Führung des Alasch-Orda-Staates übersah allerdings, dass die von ihr eingeforderten Gebiete, welche außerhalb der traditionellen Stammesgebiete der drei Horden lagen, nie fest zum kasachischen Khanat gehörten und dass die dortigen Kasachen und Kirgisen dem kasachischen Khan weiterhin lediglich zur Tributzahlung verpflichtet waren. Ferner fielen die kasachischen Horden dort regelmäßig zu Raubzügen ein. Überdies waren die Kasachen, und mit diesen die Kirgisen, erst dorthin ausgewichen, als die mongolischen Oiraten ihren Machtbereich kriegerisch nach Westen ausdehnten und so das kasachische Khanat bedrohten. Eine zweite Auswanderungswelle nach China und in die Mongolei erfolgte, als das Russische Reich begann, das Gebiet des kasachischen Khanats schrittweise in seinen Herrschaftsbereich einzugliedern.
Im Zuge des russischen Bürgerkriegs zerfiel die Alasch Orda in drei miteinander konkurrierende Abteilungen. Im Westen war dies das Gebiet Orensburg, in der Mitte das Gebiet Turgaj und im Osten das Gebiet Semipalatinsk. Jede Abteilung führte eigene Flaggen und betonte so letztlich ihre Eigenständigkeit.
Ende November 1917 entstand aus dem geplanten „Land der Großen Horde“ die Kokander Autonomie, welche auch als „Turkestanische Autonomie“ bekannt ist und die sich auch über die Oblast Syrdarja ausdehnte. Die von dieser geplanten Einbindung Chiwas und Bucharas sowie des Transkaspischen Gouvernements wurde nicht vollzogen. Da sich jedoch ihre politische Führung aus Reihen der Alasch-Partei rekrutierte, wurde sie formal als vierte Gebietseinheit des Alasch-Orda-Staates aufgefasst.

## Geschichte

### Vom russischen Bürgerkrieg zur Autonomie
1916 fanden im Generalgouvernement Turkestan und im Generalgouvernement Steppe zahlreiche Aufstände statt, die jedoch blutig niedergeschlagen wurden. Mehr als 300.000 Kasachen flüchteten mit ihren Herden nach China. So fand infolgedessen vom 21. bis zum 28. Juli 1917 der erste Allkirgisische Muslim-Kongress in Orenburg statt. Auf diesem wurde die Schaffung eines autonomen kasachischen Nationalstaates innerhalb Russland gefordert. Dieses sollte in der Zukunft eine föderative Struktur bekommen, in der alle Völker und Nationen gleichberechtigt waren. Um dieses Ziel der Autonomie zu erreichen, sollten die „Kirgisen“ des Reiches mit den anderen Turkvölkern des russischen Reiches zusammenarbeiten und dafür eine politische Partei gründen. Eine Unterordnung der Kasachen und Kirgisen unter eine mögliche, alle Turkvölker umfassende, politische Einheit lehnte dieser Kongress jedoch strikt ab. Auch wurden für die spätere Zukunft der Region 14 Beschlüsse gefasst.
Die Hauptforderungen waren:
1. die Erneuerung und Modernisierung des Islam in Mittelasien,
2. das Recht der zentralasiatischen Steppenvölker (Kasachen und Kirgisen) auf das traditionelle Nomadentum (und damit die Rückgängigmachung der erzwungenen Entnomadisierung der Steppennomaden, die in der Zarenzeit begonnen wurde) und
3. die Rücksiedlung der zahlreich in Turkestan vertretenden russischen Siedler.

Diese Hauptforderungen standen stark unter dem Einfluss der Panturkisten und Dschadidisten gleichermaßen.

### Ausrufung der „kirgisischen Autonomie“ und das Bündnis mit den Ural-Kosaken
Auf einer gemeinsamen Zusammenkunft in Orenburg proklamierten im Dezember 1917 die Vertreter der Baschkiren und der „Alasch“ ihre Autonomie innerhalb Russlands und nahmen nun auch Kontakt zu den zarentreuen Ural-Kosaken auf, deren Ataman ebenfalls in Orenburg residierte. Diese Kosaken waren als Ostslawen teilweise mit tatarischen, baschkirischen und kasachischen Frauen verheiratet. Diese Allianz sollte zudem die militärische Position der Alasch Orda gegenüber den Bolschewiki stärken, da deren eigene Truppen, im Wesentlichen eine berittene Miliz, nicht in der Lage waren, das von den Kasachen besiedelte Gebiet bzw. ein geschlossenes Territorium gegen die Bolschewiki zu verteidigen.
Getragen wurde die Alasch Orda vor allem von Mitgliedern der „Kadetten-Partei“ (Konstituelle Demokratische Partei Russlands), von denen ein großer Teil ethnische Kasachen waren. Es waren Älichan Bökeichan und seine Anhänger, die die Machtübernahme der Bolschewiki in der Oktoberrevolution strikt ablehnten. Stattdessen wurde von diesem gemeinsam mit tatarischen und baschkirischen Nationalisten sowie russischen Sozialrevolutionären und Liberalen daran festgehalten, dass die zukünftige Staatsordnung eines demokratischen föderativen Russlands durch die Verfassunggebende Versammlung bestimmt werden müsse. Damit geriet die Alasch Orda schnell in Konflikt mit der neuen russischen Sowjetregierung. Unter dem Einfluss Tschokajews und der ihn unterstützenden Mullahs nahmen große Teile der Alasch-Mitglieder auch an den damals in Turkestan stattfindenden Aufständen teil, was den Gegensatz zur Sowjetregierung nochmals verschärfte.

### Zerfall der Alasch Orda und die Niederlage gegen die Rote Armee
Im April 1919 kam es zum internen Zerfall der Alasch Orda und auf deren Gebiet bildeten sich drei mehr oder weniger unabhängige Regionen heraus. Das „Gebiet Orenburg“ unterstand Älichan Bökeichan, das „Gebiet Turgaj“ sowie das „Gebiet Semipalatinsk“ den Gebrüdern Imanow (Amangeldy und Abdulgaffar Imanow). Das „Gebiet Semiretschje“ das ursprünglich dem vorgenannten Gebiet zugeordnet werden sollte, wurde letztlich von Mustafa Tschokajew kontrolliert, der in Bischkek zusammen mit den Gebrüdern 1917 eine eigene Alasch-Partei-Gliederung namens „Alasch-Baschan-Bewegung“ (Алаш Башан қозғалысы) mitbegründet hatte und in welcher die Imanows die politische Führung innehatten. Der Alasch-Flügel unter Älichan Bökeichan, Achmet Baitursynuly und Mirschaqyp Dulatuly nannte sich schlicht „Alasch-Bewegung“ (Алаш қозғалысы).
Den Hauptgrund für diesen internen Verfall bildete ein Vergleich Mustafa Tschokajews mit Sowjetrussland und ein mit diesem abgeschlossenes Abkommen. Tschokajew verbündete sich, nachdem Verhandlungen mit den „Weißen“, das heißt, mit der zarentreuen Seite des Bürgerkrieges, gescheitert waren, mit den „Roten“. Die Einigung der kasachischen Nationalisten mit den „Weißen“ scheiterte vor allem am russischen Nationalismus. Dieser sah auch ein zukünftiges Russland als zentralen Einheitsstaat, in dem nur die Russen die staatstragende Schicht waren und die Minderheiten und andere Völker weiterhin nur Untertanen zu sein hatten. So zogen sich die meisten Kosakenverbände auch aus dem Gebiet der Alasch Orda zurück und nur ein kleiner Teil der Ural-Kosaken, vor allem aus sprachverwandten Nagaibaken bestehend, verblieb dort weiterhin als Verbündeter Bökeichans. Noch während des Jahres 1919 wurden die wenigen Truppen der Alasch Orda und der mit ihnen verbündeten Kosakenverbände von der Roten Armee vernichtend geschlagen und ihre Führer größtenteils getötet.

### Auflösung des Alasch-Orda-Staates
Mit der Niederlage gegen die Rote Armee (1919) fiel die Alasch-Partei in die politische Bedeutungslosigkeit. Im August 1920 wurde das Gebiet der Alasch Orda unter der Bezeichnung „Kirgisische Autonome Sozialistische Sowjetrepublik“ Sowjetrussland angeschlossen.
Die wenigen Überlebenden des pantürkisch-militanten Flügels der Alasch-Partei zogen ins südliche Turkestan und schlossen sich dort der Widerstandsbewegung der Basmatschi an. Die reformorientierten Mitglieder traten der Kommunistischen Partei Turkestans bei und nahmen die Funktionen von „politischen Kommissaren“ wahr.
Bis zum April 1928 blieben die Vertreter der Alasch Orda in der Region politisch führend. Sie galten nun als rebellische Angehörige der „Turkestanischen KP“. Trotz der nunmehrigen Zugehörigkeit zur KPdSU vertraten ihre Führungspersönlichkeiten weiterhin die Aufrechterhaltung der überlieferten Stammesstrukturen. Ab April 1928 ließ Josef Stalin die kasachisch-kirgisische Intelligenz in Schauprozessen öffentlich als „bürgerliche Nationalisten“ bzw. als „Anhänger systemfeindlicher nationalistischer Bestrebungen“ aburteilen und ermorden.